# Литературное общество
Литерату́рное о́бщество — общество литераторов. Причины появления и роль подобных обществ были осознаны в 1920-е годы в работах Бориса Эйхенбаума. Ему удалось показать, что для литературной работы требуется быть литератором, т.е. не достаточно просто писать, но приходится еще и вести соответствующий образ жизни, связанный с писательской деятельностью. Литературное общество институционализирует литературные взаимоотношения, так же как научный институт организует научный поиск, а университет — образовательный процесс. При этом литературное общество само становится живой культурной формой, порождает литературные тексты и различные культурные смыслы.

## История
В начале XIX века литература не была профессией и доминировали частные домашние или салонные, светские литературные кружки разной степени формальности. С профессионализацией литературной деятельности (в России — к 1830-м годам) эти кружки начинают порождать литературные тексты и самостоятельную литературную жизнь. Это могло выражаться в борьбе литературных стилей (в Европе) или стилистических лагерей (в относительно малочисленной литературной среде в России), когда противопоставлялись разные стратегии и способы построения поэтического и литературного языка. Примером может служить противостояние литературных школ Ломоносова и Сумарокова: Ломоносов разделил литературные ситили на высокий, средний и низкий, но сам не занимался средним стилем, а использовал для художественного выражения контраст между высоким и низким. Сумароков же, и поэты его школы разрабатывали средний стиль, что было затем подхвачено литературным обществом "новаторов" Карамзина и послужило основой для работы молодого Пушкина (общество младокарамзинистов: Жуковский, Батюшков, Пушкин, Дельвиг, Баратынский), которому в свою очередь оппонировали младоархаисты (Катенин, Грибоедов, Кюхельбекер).
Серьезное литературное общество, например «Беседа любителей русского слова», основанное в 1811 году, собиралось дома у Державина (что определялось не его поэтикой, а его статусом), проводило регулярные чтения, печатало периодическое издание «Чтения в „Беседе любителей русского слова“». В 1813 году член «Беседы» Шишков становится президентом Российской академии, и начинает, опираясь на стилистику общества, составление академического словаря. При этом их литературный противники Карамзин и Жуковский вели активную издательскую деятельность (1790-е — начало 1800-х), в 1803-м Карамзин становится придворным историографом и начинает писать «Историю государства Российского». В 1815 году «Беседа» объявляет открытую войну, высмеяв Жуковского в качестве поэта Фиалкина в пьесе «Липецкие воды». В ответ было создано литературное общество «Арзамас». Членам «Аразамаса», и в первую очередь Пушкину, удалось синтезировать новый поэтический язык на основе младоархаизма и карамзинизма, создать язык художественной прозы, журналистики, заложить основу языка русской философии. Другими членами «Арзамаса» были созданы новый политический и юридический языки.
После разгрома Восстания декабристов литературные общества, кружки или салоны (преимущественно Московские) стали единственными возможными проявлениями общественной жизни в ситуации строгого контроля цензуры и полиции. После либеральных реформ 1860-х значение литературных обществ падает, центр литературной жизни переносится в редакции журналов Современник, а впоследствии «Весы» и «Аполлон». К началу XX века начинается поиск новых путей в искусстве и литературные общества и кружки расцветают опять. Революция и Гражданская война, связанная с ними эмиграция многих деятелей культуры положили конец существованию большинства литературных кружков.
Британские
- Королевское литературное общество (с 1820)
- Англо-русское литературное общество (1893—1936)

Германские
- Гёттингенское литературное общество (1870-е)[3]
- Пегницкий Блюменорден (с конца XVIII века) в Нюрнберге

Российские
- Кружок воспитанников Сухопутного шляхетского корпуса (1730-е — 1740-е)
- Салон И. И. Шувалова, основателя Московского университета и Академии Художеств (1761 — 1797). Завсегдатаи: Г. Р. Державин, И. Дмитриев, И. Богданович.
- Салон Г. Р. Державина (с 1811 — «Беседа»).
- Салон Н. А. Львова.
- Кружок студентов Московского университета (1760-е — 1770-е), издавал журналы «Полезное увеселение», «Свободные часы», «Вечера». Среди членов кружка – М. М. Херасков, Д. И. Фонвизин, И. Ф. Богданович.
- Вольное собрание любителей российского языка (1771)
- Собрание воспитанников Московского университетского благородного пансиона (1787), членом которого являлся Лермонтов.
- Дружеское ученое общество (1779), с 1784 при обществе организована Типографическая компания Новикова, среди членов — Н. И. Новиков и И. Г. Шварц
- Дружеское литературное общество (1801) основано в Москве выпускниками Московского Университетского пансиона, среди членов Андрей и Александр Тургеневы, В. А. Жуковский, А. Ф. Воейков.
- «Дружеское общество любителей изящного» (1801—1825), Петербург, переименовано в Вольное общество любителей словесности, наук и художеств. Основатель — И. М. Борн. Среди членов В. В. Попугаев, И. П. Пнин, А. Х. Востоков, Д. И. Языков, А. Е. Измайлов.
- Беседа любителей русского слова (1811–1816)➤ Среди членов  Г. Р. Державин, И. А. Крылов, А. А. Шаховской, Н. И. Гнедич, А. С. Грибоедов и В. К. Кюхельбекер.
- Арзамас (литературное общество) (1815—1818)➤ Среди членов  В. А. Жуковский, К. Н. Батюшков, П. А. Вяземский, А. С. Пушкин, В. Л. Пушкин.
- «Зеленая лампа» (1819–1820), среди членов С. П. Трубецкой, Я. Н. Толстой, Н. В. Всеволожский, А.С.Пушкин и А.А.Дельвиг.
- Вольное общество любителей российской словесности (1811), Москва, при Московском Университете. Среди членов Ф. Н. Глинка, К. Ф. Рылеев, А. А. Бестужев, В. К. Кюхельбекер.
- «Общество любомудрия» (1823) основано выпускниками Московского университета для изучения литературы и философии. Среди членов В. Ф. Одоевский, Д. В. Веневитинов, И. В. Киреевский, С. П. Шевырев и М. П. Погодин.
- Кружок Станкевича (1831—1839), среди членов Н. В. Станкевич, К. С. Аксаков, Ю. Ф. Самарин, В. П. Боткин, Т. Н. Грановский, В. Г. Белинский и М.А.Бакунин.
- Кружок Герцена и Огарева, разогнан полицией в 1834 году.
- «Общество 11 нумера» В. Г. Белинского.
- Салон президента Академии Художеств А. Н. Оленина.
- Салон Зинаиды Волконской, завсегдатай - А. С. Пушкин.
- Салон Е. А. Карамзиной, вдовы историка.
- Салоны славянофилов (Аксаковых, Хомякова и др. лидеров славянофилов) издавали журнал «Москвитянин» (1841 — 1856) под редакцией М. П. Погодина, а с 1850 еще и А. Н. Островского и Аполлона Григорьева.
- Пятницы у Буташевича-Петрашевского, среди членов были Ф. М. Достоевский, М. Е. Салтыков-Щедрин.
- Пятницы Я. П. Полонского (и его жены – известного скульптора Жозефины Полонской, 1880—1890-е). После смерти Полонского в 1898 пятницы переехали к К. К. Случевскому. Завсегдатай — Н. С. Гумилев.
- Религиозно-философское общество З. Гиппиус и Д. Мережковского (1901)
- «Среды» Вячеслава Иванова, (1905), завсегдатаи – А. Блок, Андрей Белый, Федор Соллогуб, Михаил Кузмин.
- Еврейское литературное общество (1908—1918)
- Цех поэтов (1911),  Н. С. Гумилев.
- Петербургское Общество ревнителей художественного слова (1909—1914)
- «Никитинские субботники» (1914 — 1933) в Москве на квартире и литературоведа Е. Ф. Никитиной просуществовали до 1933.

Другие
- Латышское литературное общество (1824—1940)
- Литовское литературное общество[4]
- Финское литературное общество (с 1831)
- Французское «Société des chevaliers et chevalières de la Bonne-Foi» Антуанетты Салье (1704)